# 藤山種廣

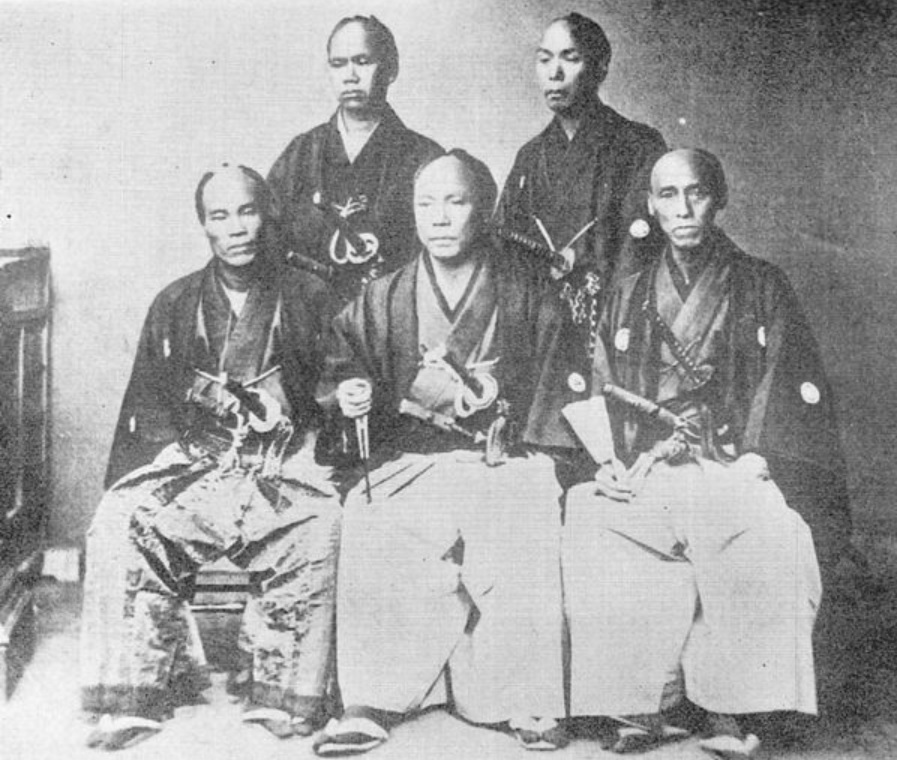
1867年パリ万国博覧会における佐賀藩使節団。後列左が藤山種廣。

藤山 種廣（ふじやま たねひろ、1838年（天保9年） - 1886年（明治19年））は、幕末の佐賀藩士、明治時代のガラス工芸技師。別名は文一。長男の藤山常一は北海カーバイド工場（現在のデンカ）の創立者、次男の田中不二は田中林太郎の娘婿。

## 来歴

### 幕末
肥前国神埼郡尾崎村唐香原（現在の佐賀県神埼市）に生まれる。幕末には佐賀藩精錬方として同藩の硝子工場で技術を磨き、1867年（慶応3年）に江戸幕府・佐賀藩・薩摩藩が参加したパリ万国博覧会には、佐賀藩使節団の一員として派遣された。

### 明治維新後
1873年（明治6年）、明治新政府（工部省）は富国強兵の政策に則り、全国から17名の技術伝習生を選定してウィーン万国博覧会へ派遣し、藤山もその一人として、ガラス製造・活版印刷・鉛筆製造に関する技術伝習生として、明治新政府の使節団に参加して現地に留学し、翌年帰国した。1874年（明治7年）、井口直樹らとともに国産鉛筆の製造技術を完成させたほか、1877年（明治10年）には工部省品川工作分局（後の品川硝子製造所）で初の日本人技師を務めて洋式ガラスの技術を指導し、近代ガラス工芸の基礎を築いた。晩年は佐賀へ帰郷し、没後は出生地である佐賀県神埼郡内に墓地が建立された。

## 年表
- 1838年（天保9年） - 肥前国神埼町唐香原（現在の佐賀県神埼市）に生まれる。
- 時期不詳 - 佐賀藩精錬方となる。
- 1867年（慶応3年） - 佐野永壽左衛門（佐野常民）に随行し、パリ万国博覧会とフランス・オランダ・ベルギー・イギリス視察のため渡欧。
- 1868年（明治元年） - 帰国。
- 1871年（明治4年） - 工部省勧工寮十等出任。
- 1872年（明治5年） - 工部省勧工寮九等出任。10月、ウィーン万国博覧会へ派遣。
- 1873年（明治6年） - 工部省勧工寮九等出役。1月、ウィーンへ派遣され、活字銅版、鉛筆製造、硝子製造技術を習得。
- 1874年（明治7年） - 帰国。正院印刷局に出任。
- 1875年（明治8年） - 大蔵省紙幣寮初代活版局長となる。
- 1877年（明治10年） - 品川硝子に移り、洋式ガラス製法教授する。
- 1881年（明治14年） - 品川硝子工場総轄として本邦硝子工業の近代化に貢献。
- 1883年（明治16年） - 品川硝子を辞職し、佐賀へ帰郷。
- 1884年（明治17年） - 硝子製造薬料調合法を発表する。